# Rangpur (divisie)
 Rangpur (Bengaals: রংপুর বিভাগ) is sinds 25 januari 2010 een divisie (bibhag) van Bangladesh. De divisie is onderverdeeld in acht districten (zila), namelijk Rangpur, Dinajpur, Kurigram, Gaibandha, Nilphamari, Panchagarh, Thakurgaon en Lalmonirhat.